# Anchonium
Anchonium là chi thực vật có hoa trong họ Cải.